# Leiophasma brevivalvis
Leiophasma brevivalvis är en insektsart som först beskrevs av Ludwig Redtenbacher 1906.  Leiophasma brevivalvis ingår i släktet Leiophasma och familjen Anisacanthidae. Inga underarter finns listade i Catalogue of Life.